# Shlomo Glickstein
Shlomo Glickstein (in ebraico שלמה גליקשטיין‎?; Ascalona, 6 gennaio 1958) è un ex tennista israeliano.

## Carriera
In carriera ha vinto 2 tornei nel singolare. Nel 1980 ha vinto l'Australian Hard Court Championships battendo Robert Van't Hof e nel 1981 ha conquistato il South Orange Open sconfiggendo Dick Stockton.
Nei tornei del Grande Slam ha ottenuto il suo miglior risultato raggiungendo la finale di doppio, in coppia con Hans Simonsson, all'Open di Francia nel 1985, perdendo dagli australiani Mark Edmondson e Kim Warwick per 6–3, 6–4, 6–7, 6–3.
In Coppa Davis ha disputato 66 partite, vincendone 44 e perdendone 22. Per la sua dedizione nel rappresentare la propria nazione nella competizione è stato insignito del Commitment Award.

## Statistiche

### Singolare

#### Vittorie (2)
| Numero | Anno | Torneo                          | Superficie  | Avversario in finale | Punteggio     |
| 1.     | 1980 | Tasmanian Open, Hobart          | Cemento     | Robert Van't Hof     | 7–6, 6–4      |
| 2.     | 1981 | South Orange Open, South Orange | Terra rossa | Dick Stockton        | 6–3, 5–7, 6–4 |